# Gran Premio de Austria de Motociclismo
El Gran Premio de Austria de Motociclismo, denominado en inglés Austrian motorcycle Grand Prix es una carrera de motociclismo de velocidad perteneciente al Campeonato Mundial de Motociclismo. Se ha disputado en distintos periodos. La primera carrera se desarrolló en la temporada de 1971. Se disputó de manera ininterrumpida hasta 1979. El siguiente periodo fue desde 1981 a 1991. Posteriormente se disputó el gran premio los años 1993, 1994, 1996 y 1997. En la temporada 2016 la carrera volvió a disputarse después de 19 años, reemplazando al Gran Premio de Indianápolis de Motociclismo. Los pilotos que más veces han ganado la prueba son el italiano Giacomo Agostini y el español Ángel Nieto, ambos con seis triunfos.

## Ganadores del Gran Premio de Austria

### Ganadores múltiples (pilotos)
| # Victorias | Piloto            | Victorias | Victorias                          |
| # Victorias | Piloto            | Categoría | Años ganador                       |
| ----------- | ----------------- | --------- | ---------------------------------- |
| 6           | Giacomo Agostini  | 500 cc    | 1971, 1972, 1974                   |
| 6           | Giacomo Agostini  | 350 cc    | 1971, 1972, 1974                   |
| 6           | Ángel Nieto       | 125 cc    | 1971, 1972, 1979, 1981, 1982, 1983 |
| 4           | Jorge Martínez    | 125 cc    | 1988, 1990                         |
| 4           | Jorge Martínez    | 80 cc     | 1986, 1987                         |
| 4           | Francesco Bagnaia | MotoGP    | 2022, 2023, 2024                   |
| 4           | Francesco Bagnaia | Moto2     | 2018                               |
| 3           | Kenny Roberts     | 500 cc    | 1978, 1979, 1983                   |
| 3           | Eddie Lawson      | 500 cc    | 1984, 1986, 1988                   |
| 3           | Fausto Gresini    | 125 cc    | 1985, 1987, 1991                   |
| 3           | Kevin Schwantz    | 500 cc    | 1989, 1990, 1993                   |
| 3           | Mick Doohan       | 500 cc    | 1991, 1994, 1997                   |
| 3           | Andrea Dovizioso  | MotoGP    | 2017, 2019, 2020                   |
| 2           | Jarno Saarinen    | 500 cc    | 1973                               |
| 2           | Jarno Saarinen    | 250 cc    | 1973                               |
| 2           | Kent Andersson    | 125 cc    | 1973, 1974                         |
| 2           | Hideo Kanaya      | 500 cc    | 1975                               |
| 2           | Hideo Kanaya      | 350 cc    | 1975                               |
| 2           | Eugenio Lazzarini | 125 cc    | 1977, 1978                         |
| 2           | Kork Ballington   | 350 cc    | 1978, 1979                         |
| 2           | Freddie Spencer   | 500 cc    | 1985                               |
| 2           | Freddie Spencer   | 250 cc    | 1985                               |
| 2           | Luca Cadalora     | 250 cc    | 1990                               |
| 2           | Luca Cadalora     | 125 cc    | 1986                               |
| 2           | Joan Mir          | Moto3     | 2016, 2017                         |
| 2           | Brad Binder       | MotoGP    | 2021                               |
| 2           | Brad Binder       | Moto2     | 2019                               |
| 2           | Mattia Casadei    | MotoE     | 2023 Carrera 1, 2023 Carrera 2     |
| 2           | Celestino Vietti  | Moto2     | 2023, 2024                         |
| 2           | Matteo Ferrari    | MotoE     | 2025 Carrera 1, 2025 Carrera 2     |

### Ganadores múltiples (constructores)
| # Victorias | Constructor | Victorias | Victorias                                                                                      |
| # Victorias | Constructor | Categoría | Años ganador                                                                                   |
| ----------- | ----------- | --------- | ---------------------------------------------------------------------------------------------- |
| 24          | Honda       | 500 cc    | 1985, 1986, 1987, 1991, 1994, 1996, 1997                                                       |
| 24          | Honda       | 250 cc    | 1985, 1987, 1988, 1989, 1991, 1993, 1994, 1996, 1997                                           |
| 24          | Honda       | Moto3     | 2017, 2019                                                                                     |
| 24          | Honda       | 125 cc    | 1989, 1991, 1993, 1994, 1996, 1997                                                             |
| 19          | Yamaha      | 500 cc    | 1973, 1974, 1975, 1978, 1979, 1983, 1984, 1988                                                 |
| 19          | Yamaha      | 350 cc    | 1973, 1974, 1975, 1976, 1981                                                                   |
| 19          | Yamaha      | 250 cc    | 1973, 1984, 1986, 1990                                                                         |
| 19          | Yamaha      | 125 cc    | 1973, 1974                                                                                     |
| 15          | Ducati      | MotoGP    | 2016, 2017, 2018, 2019, 2020, 2022, 2023, 2024, 2025                                           |
| 15          | Ducati      | MotoE     | 2023 Carrera 1, 2023 Carrera 2, 2024 Carrera 1, 2024 Carrera 2, 2025 Carrera 1, 2025 Carrera 2 |
| 9           | Kalex       | Moto2     | 2016, 2017, 2018, 2020, 2021, 2022, 2023, 2024, 2025                                           |
| 7           | Derbi       | 250 cc    | 1972                                                                                           |
| 7           | Derbi       | 125 cc    | 1971, 1972, 1988, 1990                                                                         |
| 7           | Derbi       | 80 cc     | 1986, 1987                                                                                     |
| 7           | Suzuki      | 500 cc    | 1976, 1977, 1981, 1982, 1989, 1990, 1993                                                       |
| 7           | KTM         | MotoGP    | 2021                                                                                           |
| 7           | KTM         | Moto2     | 2019                                                                                           |
| 7           | KTM         | Moto3     | 2016, 2018, 2020, 2023, 2025                                                                   |
| 5           | Garelli     | 125 cc    | 1982, 1983, 1985, 1986, 1987                                                                   |
| 4           | MV Agusta   | 500 cc    | 1971, 1972                                                                                     |
| 4           | MV Agusta   | 350 cc    | 1971, 1972                                                                                     |
| 4           | Morbidelli  | 125 cc    | 1975, 1976, 1977, 1978                                                                         |
| 4           | Energica    | MotoE     | 2019, 2021, 2022, 2022                                                                         |
| 2           | Kawasaki    | 350 cc    | 1978, 1979                                                                                     |
| 2           | Minarelli   | 125 cc    | 1979, 1981                                                                                     |

### Ganadores Múltiples (Países)
| # Victorias | País           | Victorias | Victorias                                                        |
| # Victorias | País           | Categoría | Años ganador                                                     |
| ----------- | -------------- | --------- | ---------------------------------------------------------------- |
| 36          | Italia         | MotoGP    | 2016, 2017, 2019, 2020, 2022, 2023, 2024                         |
| 36          | Italia         | 500 cc    | 1971, 1972, 1974, 1982                                           |
| 36          | Italia         | 350 cc    | 1971, 1972, 1974                                                 |
| 36          | Italia         | Moto2     | 2017, 2018, 2023                                                 |
| 36          | Italia         | 250 cc    | 1971, 1990, 1993, 1994                                           |
| 36          | Italia         | Moto3     | 2018, 2019                                                       |
| 36          | Italia         | 125 cc    | 1975, 1976, 1977, 1978, 1985, 1986, 1987, 1991, 1996             |
| 36          | Italia         | MotoE     | 2023 Carrera 1, 2023 Carrera 2, 2025 Carrera 1, 2025 Carrera 2   |
| 23          | España         | MotoGP    | 2018, 2025                                                       |
| 23          | España         | 500 cc    | 1996                                                             |
| 23          | España         | Moto2     | 2020, 2021                                                       |
| 23          | España         | 250 cc    | 1989                                                             |
| 23          | España         | Moto3     | 2016, 2017, 2020, 2021, 2025                                     |
| 23          | España         | 125 cc    | 1971, 1972, 1979, 1981, 1982, 1983, 1988, 1990                   |
| 23          | España         | 80 cc     | 1986, 1987                                                       |
| 23          | España         | MotoE     | 2024 Carrera 1, 2024 Carrera 2                                   |
| 12          | Estados Unidos | 500 cc    | 1978, 1979, 1981, 1983, 1984, 1985, 1986, 1988, 1989, 1990, 1993 |
| 12          | Estados Unidos | 250 cc    | 1985                                                             |
| 6           | Francia        | 350 cc    | 1981, 1982                                                       |
| 6           | Francia        | Moto2     | 2016                                                             |
| 6           | Francia        | 250 cc    | 1984, 1997                                                       |
| 6           | Francia        | MotoE     | 2019                                                             |
| 6           | Alemania       | 250 cc    | 1983, 1987, 1991, 1996                                           |
| 6           | Alemania       | 125 cc    | 1994                                                             |
| 6           | Alemania       | MotoE     | 2021                                                             |
| 6           | Japón          | 500 cc    | 1975                                                             |
| 6           | Japón          | 350 cc    | 1975                                                             |
| 6           | Japón          | Moto2     | 2022                                                             |
| 6           | Japón          | Moto3     | 2022                                                             |
| 6           | Japón          | 125 cc    | 1993, 1997                                                       |
| 5           | Australia      | 500 cc    | 1977, 1987, 1991, 1994, 1997                                     |
| 4           | Sudáfrica      | MotoGP    | 2021                                                             |
| 4           | Sudáfrica      | 350 cc    | 1978, 1979                                                       |
| 4           | Sudáfrica      | Moto2     | 2019                                                             |
| 3           | Suecia         | 250 cc    | 1972                                                             |
| 3           | Suecia         | 125 cc    | 1973, 1974                                                       |
| 3           | Brasil         | Moto2     | 2025                                                             |
| 3           | Brasil         | MotoE     | 2022 Carrera 1, 2022 Carrera 2                                   |

### Por año
Nota: las ediciones que no formaron parte del Campeonato Mundial de Motociclismo tienen fondo rosa.
| Año  | Circuito      | MotoE           | MotoE       | MotoE          | MotoE       | Moto3          | Moto3       | Moto2            | Moto2       | MotoGP            | MotoGP      |
| Año  | Circuito      | Carrera 1       | Carrera 1   | Carrera 2      | Carrera 2   | Moto3          | Moto3       | Moto2            | Moto2       | MotoGP            | MotoGP      |
| Año  | Circuito      | Piloto          | Constructor | Piloto         | Constructor | Piloto         | Constructor | Piloto           | Constructor | Piloto            | Constructor |
| ---- | ------------- | --------------- | ----------- | -------------- | ----------- | -------------- | ----------- | ---------------- | ----------- | ----------------- | ----------- |
| 2025 | Red Bull Ring | Matteo Ferrari  | Ducati      | Matteo Ferrari | Ducati      | Ángel Piqueras | KTM         | Diogo Moreira    | Kalex       | Marc Márquez      | Ducati      |
| 2024 | Red Bull Ring | Óscar Gutiérrez | Ducati      | Héctor Garzó   | Ducati      | David Alonso   | CFMoto      | Celestino Vietti | Kalex       | Francesco Bagnaia | Ducati      |
| 2023 | Red Bull Ring | Mattia Casadei  | Ducati      | Mattia Casadei | Ducati      | Deniz Öncü     | KTM         | Celestino Vietti | Kalex       | Francesco Bagnaia | Ducati      |
| 2022 | Red Bull Ring | Eric Granado    | Energica    | Eric Granado   | Energica    | Ayumu Sasaki   | Husqvarna   | Ai Ogura         | Kalex       | Francesco Bagnaia | Ducati      |
| 2021 | Red Bull Ring | Lukas Tulovic   | Energica    |                |             | Sergio García  | Gas Gas     | Raúl Fernández   | Kalex       | Brad Binder       | KTM         |
| 2020 | Red Bull Ring |                 |             |                |             | Albert Arenas  | KTM         | Jorge Martín     | Kalex       | Andrea Dovizioso  | Ducati      |
| 2019 | Red Bull Ring | Mike Di Meglio  | Energica    |                |             | Romano Fenati  | Honda       | Brad Binder      | KTM         | Andrea Dovizioso  | Ducati      |

| Año  | Circuito      | Moto3           | Moto3       | Moto2             | Moto2       | MotoGP           | MotoGP      |
| Año  | Circuito      | Piloto          | Constructor | Piloto            | Constructor | Piloto           | Constructor |
| ---- | ------------- | --------------- | ----------- | ----------------- | ----------- | ---------------- | ----------- |
| 2018 | Red Bull Ring | Marco Bezzecchi | KTM         | Francesco Bagnaia | Kalex       | Jorge Lorenzo    | Ducati      |
| 2017 | Red Bull Ring | Joan Mir        | Honda       | Franco Morbidelli | Kalex       | Andrea Dovizioso | Ducati      |
| 2016 | Red Bull Ring | Joan Mir        | KTM         | Johann Zarco      | Kalex       | Andrea Iannone   | Ducati      |

| Año  | Circuito     | 80 cc             | 80 cc       | 125 cc            | 125 cc      | 250 cc           | 250 cc      | 500 cc          | 500 cc      |
| Año  | Circuito     | Piloto            | Constructor | Piloto            | Constructor | Piloto           | Constructor | Piloto          | Constructor |
| ---- | ------------ | ----------------- | ----------- | ----------------- | ----------- | ---------------- | ----------- | --------------- | ----------- |
| 1997 | A1-Ring      |                   |             | Noboru Ueda       | Honda       | Olivier Jacque   | Honda       | Mick Doohan     | Honda       |
| 1996 | A1-Ring      |                   |             | Ivan Goi          | Honda       | Ralf Waldmann    | Honda       | Álex Crivillé   | Honda       |
| 1994 | Salzburgring |                   |             | Dirk Raudies      | Honda       | Loris Capirossi  | Honda       | Mick Doohan     | Honda       |
| 1993 | Salzburgring |                   |             | Takeshi Tsujimura | Honda       | Doriano Romboni  | Honda       | Kevin Schwantz  | Suzuki      |
| 1991 | Salzburgring |                   |             | Fausto Gresini    | Honda       | Helmut Bradl     | Honda       | Mick Doohan     | Honda       |
| 1990 | Salzburgring |                   |             | Jorge Martínez    | Derbi       | Luca Cadalora    | Yamaha      | Kevin Schwantz  | Suzuki      |
| 1989 | Salzburgring |                   |             | Hans Spaan        | Honda       | Sito Pons        | Honda       | Kevin Schwantz  | Suzuki      |
| 1988 | Salzburgring |                   |             | Jorge Martínez    | Derbi       | Jacques Cornu    | Honda       | Eddie Lawson    | Yamaha      |
| 1987 | Salzburgring | Jorge Martínez    | Derbi       | Fausto Gresini    | Garelli     | Anton Mang       | Honda       | Wayne Gardner   | Honda       |
| 1986 | Salzburgring | Jorge Martínez    | Derbi       | Luca Cadalora     | Garelli     | Carlos Lavado    | Yamaha      | Eddie Lawson    | Honda       |
| 1985 | Salzburgring |                   |             | Fausto Gresini    | Garelli     | Freddie Spencer  | Honda       | Freddie Spencer | Honda       |
| 1984 | Salzburgring | Stefan Dörflinger | Zündapp     |                   |             | Christian Sarron | Yamaha      | Eddie Lawson    | Yamaha      |

| Año  | Circuito     | 50 cc        | 50 cc       | 125 cc             | 125 cc      | 250 cc           | 250 cc      | 350 cc            | 350 cc            | 500 cc           | 500 cc      |
| Año  | Circuito     | Piloto       | Constructor | Piloto             | Constructor | Piloto           | Constructor | Piloto            | Constructor       | Piloto           | Constructor |
| ---- | ------------ | ------------ | ----------- | ------------------ | ----------- | ---------------- | ----------- | ----------------- | ----------------- | ---------------- | ----------- |
| 1983 | Salzburgring |              |             | Ángel Nieto        | Garelli     | Manfred Herweh   | Real-Rotax  |                   |                   | Kenny Roberts    | Yamaha      |
| 1982 | Salzburgring |              |             | Ángel Nieto        | Garelli     |                  |             | Eric Saul         | Chevallier-Yamaha | Franco Uncini    | Suzuki      |
| 1981 | Salzburgring |              |             | Ángel Nieto        | Minarelli   |                  |             | Patrick Fernandez | Yamaha            | Randy Mamola     | Suzuki      |
| 1979 | Salzburgring |              |             | Ángel Nieto        | Minarelli   |                  |             | Kork Ballington   | Kawasaki          | Kenny Roberts    | Yamaha      |
| 1978 | Salzburgring |              |             | Eugenio Lazzarini  | Morbidelli  |                  |             | Kork Ballington   | Kawasaki          | Kenny Roberts    | Yamaha      |
| 1977 | Salzburgring |              |             | Eugenio Lazzarini  | Morbidelli  |                  |             | Carrera cancelada | Carrera cancelada | Jack Findlay     | Suzuki      |
| 1976 | Salzburgring |              |             | Pier Paolo Bianchi | Morbidelli  |                  |             | Johnny Cecotto    | Yamaha            | Barry Sheene     | Suzuki      |
| 1975 | Salzburgring |              |             | Paolo Pileri       | Morbidelli  |                  |             | Hideo Kanaya      | Yamaha            | Hideo Kanaya     | Yamaha      |
| 1974 | Salzburgring |              |             | Kent Andersson     | Yamaha      |                  |             | Giacomo Agostini  | Yamaha            | Giacomo Agostini | Yamaha      |
| 1973 | Salzburgring |              |             | Kent Andersson     | Yamaha      | Jarno Saarinen   | Yamaha      | János Drapál      | Yamaha            | Jarno Saarinen   | Yamaha      |
| 1972 | Salzburgring |              |             | Ángel Nieto        | Derbi       | Börje Jansson    | Derbi       | Giacomo Agostini  | MV Agusta         | Giacomo Agostini | MV Agusta   |
| 1971 | Salzburgring | Jan de Vries | Kreidler    | Ángel Nieto        | Derbi       | Silvio Grassetti | MZ          | Giacomo Agostini  | MV Agusta         | Giacomo Agostini | MV Agusta   |

Nota
1. ↑  La categoría de 350cc de 1977 fue cancelada debido a un accidente en donde falleció Hans Stadelmann.[6]